# Кубок Казанского Кремля
Кубок Казанского Кремля (англ. Kazan Kremlin Cup) — профессиональный теннисный турнир, проходящий в Казани (Россия).
Турнир проводится на закрытых хардовых кортах Казанской академии тенниса. В 2010—2016 годах был международным и относился к турнирам тура ATP Challenger. В 2011 году Кубок Казанского Кремля, проходящий в 20-й раз и располагающий призовым фондом в 75 тысяч долларов плюс оплата расходов на проживание для участников, был включён в серию турниров «Tretorn SERIE+», наиболее престижных в туре ATP Challenger. Основная турнирная сетка рассчитана на 32 участника в одиночном разряде (24 в квалификации) и 16 пар.
В 2017 году турнир был исключён из тура ATP Challenger и прошёл в новом формате.
В 2019 и 2020 годах в марте проходил мужской и женский международный турнир из серии ITF World Tennis Tour с призовым фондом 25 000 долларов.

## Победители и финалисты
За семь лет проведения международного турнира в Казани только двум теннисистам удалось дойти до финала одиночного разряда более одного раза. Мариус Копил выиграл финал в 2011 году и проиграл в 2012-м, а Аслан Карацев выиграл в 2015 году и проиграл на следующий год. В парном разряде Игорь Зеленай из Словакии — единственный, кто побеждал дважды (2015 и 2016).
Российские спортсмены завоевали свои первые титулы в 2015 году, на шестой год проведения международного турнира, причём сразу и в одиночном разряде (Аслан Карацев), и в парном (Михаил Елгин).

### Одиночный разряд
| Год  | Победитель          | Финалист           | Счёт финала       |
| ---- | ------------------- | ------------------ | ----------------- |
| 2022 | Марат Шарипов       | Иван Неделько      | 4-6 6-3 6-4       |
| 2021 |                     |                    |                   |
| 2020 |                     |                    |                   |
| 2019 |                     |                    |                   |
| 2018 |                     |                    |                   |
| 2017 |                     |                    |                   |
| 2016 | Тобиас Камке        | Аслан Карацев      | 6-4 6-2           |
| 2015 | Аслан Карацев       | Константин Кравчук | 6-4 4-6 6-3       |
| 2014 | Марсель Ильхан      | Михаэль Беррер     | 7-6(8-6) 6-3      |
| 2013 | Александр Недовесов | Андрей Голубев     | 6-4 6-1           |
| 2012 | Юрген Цопп          | Мариус Копил       | 7-6(7-4) 7-6(7-4) |
| 2011 | Мариус Копил        | Андреас Бек        | 6-4 6-4           |
| 2010 | Михал Пшисенжный    | Юлиан Райстер      | 7-6(7-5) 6-4      |

### Парный разряд
| Год  | Победители                          | Финалисты                         | Счёт финала       |
| ---- | ----------------------------------- | --------------------------------- | ----------------- |
| 2022 | Марат Шарипов Илья Симакин          | Максим Старостин Евгений Филиппов | 7-5 6-3           |
| 2021 |                                     |                                   |                   |
| 2020 |                                     |                                   |                   |
| 2019 |                                     |                                   |                   |
| 2018 |                                     |                                   |                   |
| 2017 |                                     |                                   |                   |
| 2016 | Александр Бурый Игорь Зеленай       | Константин Кравчук Филипп Освальд | 6-2 4-6 [10-6]    |
| 2015 | Михаил Елгин Игорь Зеленай          | Андреа Арнабольди Маттео Виола    | 6-3 6-3           |
| 2014 | Флавио Чиполла Горан Тошич          | Виктор Балуда Константин Кравчук  | 3-6 7-5 [12-10]   |
| 2013 | Раду Албот Фаррух Дустов            | Егор Герасимов Дмитрий Жирмонт    | 6-2, 6-73, [10-7] |
| 2012 | Санчай Ративатана Сончат Ративатана | Александр Бурый Матеуш Ковальчик  | 6-3, 6-1          |
| 2011 | Ив Аллегро Андреас Бек              | Михаил Елгин Александр Кудрявцев  | 6-4, 6-4          |
| 2010 | Ян Мертль Юрий Щукин                | Тобиас Камке Юлиан Райстер        | 6-2, 6-4          |